# Hordanes Land
Hordanes Land este primul EP al formației Enslaved. Deși pare ciudat, ordinea pieselor e corectă: epilogul e primul, iar prologul e ultimul.
În 1993 a fost relansat de casa de discuri Candlelight Records împreună cu EP-ul Emperor al celor de la Emperor pe compilația Emperor / Hordanes Land. În 2004 a fost remasterizat și relansat de casa de discuri Nocturnal Art Productions împreună cu albumul Vikingligr Veldi pe compilația Vikingligr Veldi + Hordanes Land.

## Lista pieselor
1. "Slaget i skogen bortenfor (epilog / slaget)" (Bătălia din pădurea de dincolo (epilog / bătălia)) - 13:10
2. "Allfǫðr Oðinn" (Odin, Tatăl Tuturor) - 07:50
3. "Balfǫr (andi fara / prologr)" (Incinerarea (moartea sufletului / prolog)) - 09:49

## Personal
- Grutle Kjellson - vocal, chitară bas
- Ivar Bjørnson - chitară, sintetizator
- Trym Torson - baterie